# Thénard aîné
Louis Perrin, dit Thénard aîné, est un acteur français né le 24 avril 1779 à Lyon et mort le 17 octobre 1825 à Metz.

## Théâtre

### Carrière à laComédie-Française
Entrée en 1807, nommé 222e sociétaire en 1810 et départ en 1821.
- 1807 : Le Mariage de Figaro de Beaumarchais : Figaro
- 1808 : Le Barbier de Séville de Beaumarchais : L'Éveillé
- 1808 : Les Plaideurs de Jean Racine : L'Intimé
- 1808 : Plaute ou la Comédie latine de Népomucène Lemercier : Mercure
- 1808 : Tartuffe de Molière : l'exempt
- 1808 : La Suite du Menteur de Pierre Corneille : Cliton
- 1808 : La Mère coupable de Beaumarchais : Figaro
- 1808 : Louise ou la Réconciliation de Julie Candeille : Germain
- 1809 : Le Misanthrope de Molière : Dubois
- 1809 : Médiocre et rampant ou le Moyen de parvenir de Louis-Benoît Picard : Michel
- 1809 : La Fontaine chez Fouquet de Henri-François Dumolard : Verseuil
- 1809 : George Dandin de Molière : Lubin
- 1809 : L'École des mères de Marivaux : Frontin
- 1809 : Monsieur Musard ou Comme le temps passe de Louis-Benoît Picard : l'huissier
- 1809 : Les Capitulations de conscience de Louis-Benoît Picard : Ambroise
- 1809 : L'Enthousiaste de J. de Valmalette : Germain
- 1810 : Le Barbier de Séville de Beaumarchais : Figaro
- 1810 : Le Prisonnier en voyage de A. J. de Launay-Vasary : John
- 1810 : Les Deux gendres de Charles-Guillaume Étienne : Lafleur
- 1811 : Un lendemain de fortune ou les Embarras du bonheur de Louis-Benoît Picard : François
- 1811 : Eugénie de Beaumarchais : Drink
- 1811 : Les Jeunes Amis de François-Joseph Souque : Urbino
- 1811 : La Femme misanthrope ou le Dépit d'amour d'Alexandre Duval : Lafleur
- 1811 : La Manie de l'indépendance d'Augustin Creuzé de Lesser : Jacob
- 1811 : Les Pères créanciers d'Eugène de Planard : Gervais
- 1812 : Mascarille ou la Sœur supposée de Charles Maurice d'après Jean de Rotrou : Mascarille
- 1812 : La Lecture de Clarisse de François Roger : Guillot
- 1812 : L'Indécis d'Alexis de Charbonnières : Lafleur
- 1813 : L'Avis aux mères ou les Deux fêtes d'Emmanuel Dupaty : Frontin
- 1813 : L'Intrigante ou l'École des familles de Charles-Guillaume Étienne : le docteur
- 1813 : La Nièce supposée d'Eugène de Planard : André
- 1816 : La Pensée d'un bon roi de Jean-Baptiste Dubois : Enavant
- 1816 : La Fête de Henri IV de Michel-Nicolas Balisson de Rougemont : Thomas
- 1816 : Les Deux seigneurs d'Eugène de Planard et César de Proisy d'Eppe : Germain
- 1817 : Le Faux Bonhomme de Népomucène Lemercier : Rustaud
- 1817 : La Manie des grandeurs d'Alexandre Duval : Picard
- 1818 : La Réconciliation par ruse de François-Louis Riboutté : Frontin
- 1818 : Partie et revanche de Rancé : Antoine
- 1819 : Les Précieuses ridicules de Molière : Mascarille
- 1819 : Orgueil et vanité de Joseph-François Souque : Comtois
- 1820 : Le Folliculaire d'Alexandre de La Ville de Mirmont : Marcel

## Iconographie
- Henri-François Riesener, Portrait de Thénard, conservé à Paris, Comédie-Française.